# Lixia Zhang
Lixia Zhang (Chinesisch: 张丽霞) (* 16. Juni 1951 in Shanxi, China) ist eine amerikanische Informatikerin und Professorin an der University of California, Los Angeles. Ihr Fachgebiet sind Computernetzwerke. Sie war an der Gründung der Internet Engineering Task Force beteiligt, entwarf das Resource Reservation Protocol, prägte den Begriff Middlebox und leistete Pionierarbeit bei der Entwicklung von Named Data Networking.

## Leben
Lixia Zhang wuchs in Nordchina auf, wo sie als Traktorfahrerin auf einem Bauernhof arbeitete, als die Kulturrevolution die Schulen schloss. Sie erwarb 1981 einen Master-Abschluss in Elektrotechnik an der California State University, Los Angeles (UCLA), und promovierte 1989 am Massachusetts Institute of Technology unter der Leitung von David D. Clark. Sie arbeitete als Forscherin bei Xerox PARC und wechselte 1996 zur UCLA.
Sie ist mit Jim Ma verheiratet. Sie haben zwei Söhne. Sie wohnen in Sherman Oaks.

## Wissenschaftliche Beiträge
Lixia Zhang war eine der 21 Teilnehmer an der ersten Sitzung der Internet Engineering Task Force im Jahr 1986, die einzige Frau und die einzige Studentin auf der Sitzung. In der IETF beschäftigte sie sich zunächst mit dem Routing, obwohl sie sich in ihrer Dissertation mit der Quality of Service befasste. Sie war auch Mitglied des Internet Architecture Board, von 1994 bis 1996 und erneut von 2005 bis 2009.
Ein von ihr entwickeltes Protokoll zur Änderung der Einstellungen in einem experimentellen Netzwerkaufbau wurde zur Grundlage für das Resource Reservation Protocol. Lixia Zhangs Arbeit zu diesem Protokoll, „RSVP: A New Resource ReSerVation Protocol“ (mit Steve Deering, Deborah Estrin, Scott Shenker und Daniel Zappala, IEEE Network 1993) wurde 2002 als einer von zehn wegweisenden Artikeln ausgewählt, die in der Jubiläumsausgabe zum 50-jährigen Bestehen des IEEE Communications Magazine mit Kommentaren abgedruckt wurden.
1999 prägte Lixia Zhang den Begriff Middlebox, um ein Computernetzwerkgerät zu bezeichnen, das andere Funktionen als ein normaler Internetprotokoll-Router erfüllt. Beispiele für Middleboxen sind Firewalls und Netzwerkadressübersetzer. Ihr Begriff wurde von der Industrie weitgehend übernommen.
Seit 2010 ist sie Leiterin eines campusübergreifenden Forschungsprojekts zu Named Data Networking.

## Auszeichnungen
Im Jahr 2006 wurde Lixia Zhang zum Fellow der Association for Computing Machinery und des Institute of Electrical and Electronics Engineers ernannt.
Im Jahr 2009 wurde sie mit dem IEEE Internet Award ausgezeichnet.
Im Jahr 2012 hat die Jonathan B. Postel Professur für Informatik der UCLA erhalten.
2014 wurde Lixia Zhang in der Liste „Notable Women in Computer Science“ aufgeführt.
Im Jahr 2020 wurde sie mit dem SIGCOMM Lifetime Achievement Award 2020 ausgezeichnet.
2025 wurde Zhang zum Mitglied der National Academy of Engineering gewählt.